# Kermeter-Hetzinger Wald
Das Gebiet Kermeter-Hetzinger Wald ist ein mit Verordnung von 2011 des Regierungspräsidiums Köln ausgewiesenes Europäisches Vogelschutzgebiet (Schutzgebietkennung DE-5304-402) im Südwesten des deutschen Landes Nordrhein-Westfalen.
Die Vogelschutzrichtlinie der Europäischen Union dient der Erhaltung der wildlebenden, im Gebiet ihrer Mitgliedsstaaten heimischen Vogelarten und der Regelung des Schutzes, der Bewirtschaftung und der Regulierung dieser Vögel, ihrer Eier und Lebensräume.

## Lage
Die drei Teilgebiete des insgesamt rund 48 Quadratkilometer großen Vogelschutzgebiets „Kermeter-Hetzinger Wald“ liegen in der Städteregion Aachen sowie den Kreisen Düren und Euskirchen. Sie erstrecken sich entlang der Rur
und des Urftsees, zwischen Nideggen im Nordosten, dem zur Stadt Schleiden gehörenden  Ortsteil Herhahn im Süden und der Rurtalsperre im Westen.

## Beschreibung
Das Schutzgebiet „Kermeter-Hetzinger Wald“ wird als Areal mit „landesweit bedeutsamen großflächigen Hainsimsen- und Waldmeister-Buchenwäldern, Schluchtwäldern, silikatischen Felsbereichen, Laubkraut-Eichen-Hainbuchenwäldern, naturnahen Fließgewässern, bachbegleitenden Erlen- und Eschenwäldern, dem weit verzweigten Fließgewässersystem der Rur, Nadelwaldbeständen sowie kleinflächigen Grünlandbereichen mit Mähwiesen“ beschrieben.
Die Laub-Mischwälder beherbergen nahezu das komplette Vogelartenspektrum für den Naturraum und weitere FFH-relevante Arten wie die Mauereidechse und die Wildkatze. Den Wert des Vogelschutzgebiets bestimmend ist das Vorkommen des Mittelspechts. Des Weiteren sind Grau- und Schwarzspecht, Rot- und Schwarzmilan, Uhu und Wespenbussard der als naturräumlich bedeutsamen Brutvogelarten vertreten. Regelmäßiger Nahrungsgast ist der Schwarzstorch, Fischadler sind während des Zuges insbesondere im Bereich der Urfttalsperre zu beobachten.

### Lebensraumklassen
|                                                                |                                                                |  |      |      |
| N06 – Binnengewässer, stehend und fließend                     | N06 – Binnengewässer, stehend und fließend                     |  | 5 %  | 5 %  |
| N10 – Feuchtes und mesophiles Grünland                         | N10 – Feuchtes und mesophiles Grünland                         |  | 5 %  | 5 %  |
| N16 – Laubwald                                                 | N16 – Laubwald                                                 |  | 60 % | 60 % |
| N20 – Kunstforste                                              | N20 – Kunstforste                                              |  | 29 % | 29 % |
| N22 – Binnenlandfelsen, Geröll- und Schutthalden, Sandflächen0 | N22 – Binnenlandfelsen, Geröll- und Schutthalden, Sandflächen0 |  | 1 %  | 1 %  |
|                                                                |                                                                |  |      |      |

## Schutzzweck
Wesentlicher Schutzzweck ist die Erhaltung und die Förderung der großflächigen Laubwaldbestände aus gebietsheimischen Arten, in denen die forstliche Nutzung seit 2003 komplett eingestellt ist. Zusätzlich sollen Bestände nicht bodenständiger Baumarten (Douglasie) in Laubwaldbestände der potenziellen natürlichen Vegetationen überführt werden.
Die gebietsbezogenen Erhaltungsziele und Erhaltungsmaßnahmen sind aber je nach Art unterschiedlich beschrieben.

### Brutvögel

#### Eisvogel

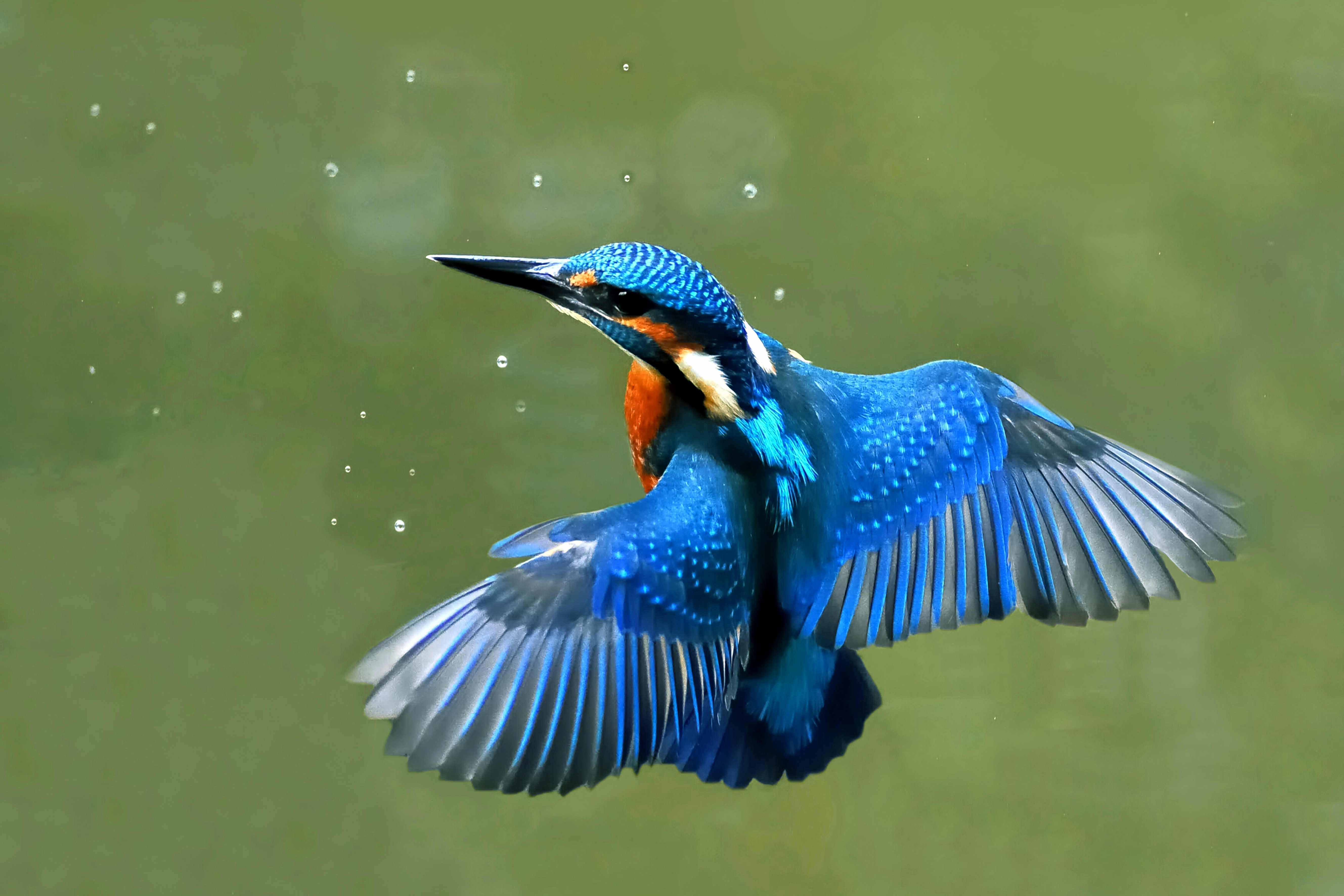
Eisvogel im Schwebflug

Erhaltung und Entwicklung von dynamischen Fließgewässersystemen mit Überschwemmungszonen, Prallhängen, Steilufern, die Vermeidung der Zerschneidung der besiedelten Lebensräume, die Erhaltung und Förderung eines dauerhaften Angebotes natürlicher Nistplätze, die schonende Gewässerunterhaltung unter Berücksichtigung der Ansprüche der Art, die Reduzierung von Nährstoff-, Schadstoff- und Sedimenteinträgen im Bereich der Nahrungsgewässer sowie die Vermeidung von Störungen an den Brutplätzen von März bis September

#### Grauspecht
Erhaltung und Entwicklung von ausgedehnten, lebensraumtypischen Laub- und Mischwäldern (vor allem Buchenwälder) mit hohen Alt- und Totholzanteilen von bis zu zehn Bäumen je Hektar, die Vermeidung der Zerschneidung und Verinselung der besiedelten Waldgebiete, die Erhaltung und Entwicklung von sonnigen Lichtungen, Waldrändern, lichten Waldstrukturen und Kleinstrukturen (Stubben, Totholz) sowie Grünland als Nahrungsflächen, die Verbesserung des Nahrungsangebotes (zum Beispiel reduzierte Düngung, keine Pflanzenschutzmittel), die Erhaltung von Höhlenbäumen sowie Forderung eines dauerhaften Angebotes geeigneter Brutbäume (vor allem >100-jährige Buchen, Bäume mit Schadstellen) sowie die Vermeidung von Störungen an den Brutplätzen von März bis Juli

#### Mittelspecht

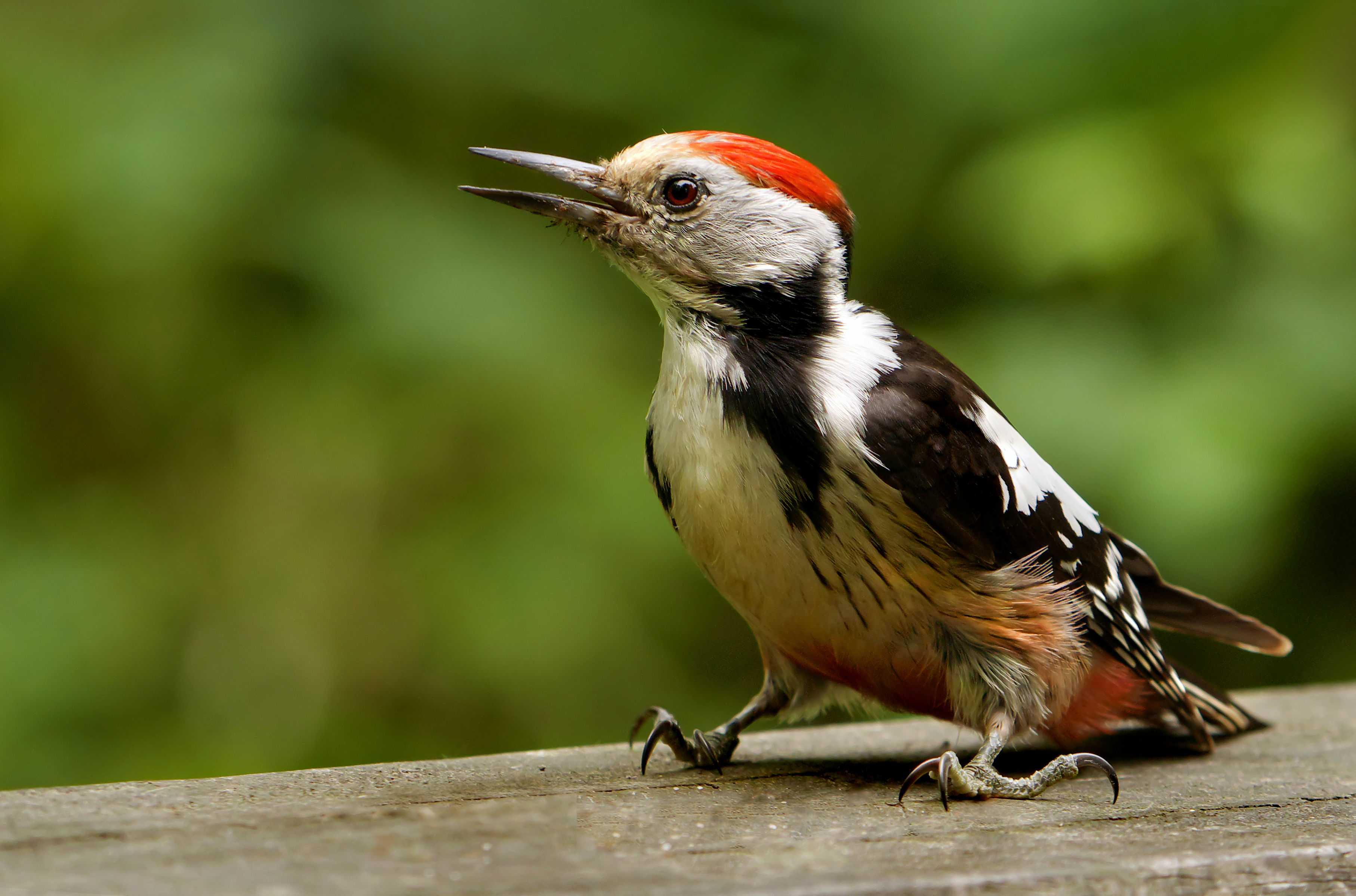
Mittelspecht

Erhaltung und Entwicklung von ausgedehnten, lebensraumtypischen Laub- und Mischwäldern sowie von Hartholzauen mit hohen Alt- und Totholzanteilen, die Erhöhung des Eichenwaldanteils, die Vermeidung der Zerschneidung und Verinselung geeigneter Waldgebiete, die Verbesserung des Nahrungsangebotes, die Erhaltung von Höhlenbäumen sowie Förderung eines dauerhaften Angebotes geeigneter Brutbäume sowie die Vermeidung von Störungen an den Brutplätzen von März bis Juni

#### Neuntöter
Erhaltung und Entwicklung von extensiv genutzten halboffenen, gebüschreichen Kulturlandschaften mit insektenreichen Nahrungsflächen, die Verhinderung der Sukzession durch Entbuschung und Pflege, die Verbesserung der agrarischen Lebensräume durch Extensivierung der Grünlandnutzung (reduzierte Düngung, keine Pflanzenschutzmittel, extensive Beweidung mit Schafen, Rindern) sowie die Vermeidung von Störungen an den Brutplätzen von Mai bis Juli

#### Rotmilan

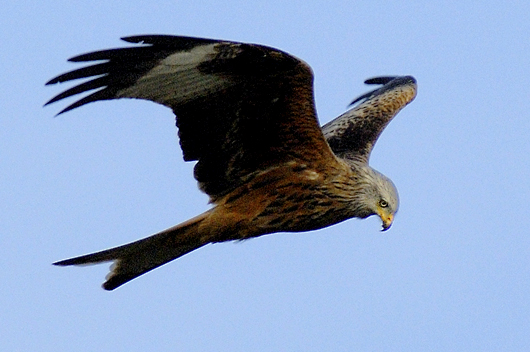
Rotmilan

Erhaltung und Entwicklung von Waldgebieten mit lichten Altholzbeständen sowie von offenen, strukturreichen Kulturlandschaften, die Vermeidung der Zerschneidung und Verinselung der besiedelten Lebensräume, die Erhaltung und Entwicklung von geeigneten Nahrungsflächen (vor allem Grünland- und Ackerflächen, Säume, Belassen von Stoppelbrachen), die Erhaltung der Horstbäume mit einem störungsarmen Umfeld, die Vermeidung von Störungen an den Brutplätzen von April bis Juli, die Entschärfung bzw. Absicherung von gefährlichen Strommasten und Freileitungen sowie die Reduzierung der Verluste durch Sekundärvergiftungen (Giftköder)

#### Schwarzmilan
Erhaltung und Entwicklung von alten, strukturreichen Laub- und Mischwäldern in Gewässernähe mit einem hohen Altholzanteil und lebensraumtypischen Baumarten, die Erhaltung und Entwicklung von naturnahen, fischreichen Nahrungsgewässern, die Verbesserung des Nahrungsangebotes (keine Pflanzenschutzmittel), die Erhaltung der Horstbäume mit einem störungsarmen Umfeld, die Vermeidung von Störungen an den Brutplätzen (April bis Juli) sowie die Entschärfung bzw. Absicherung von gefährlichen Strommasten und Freileitungen

#### Schwarzspecht

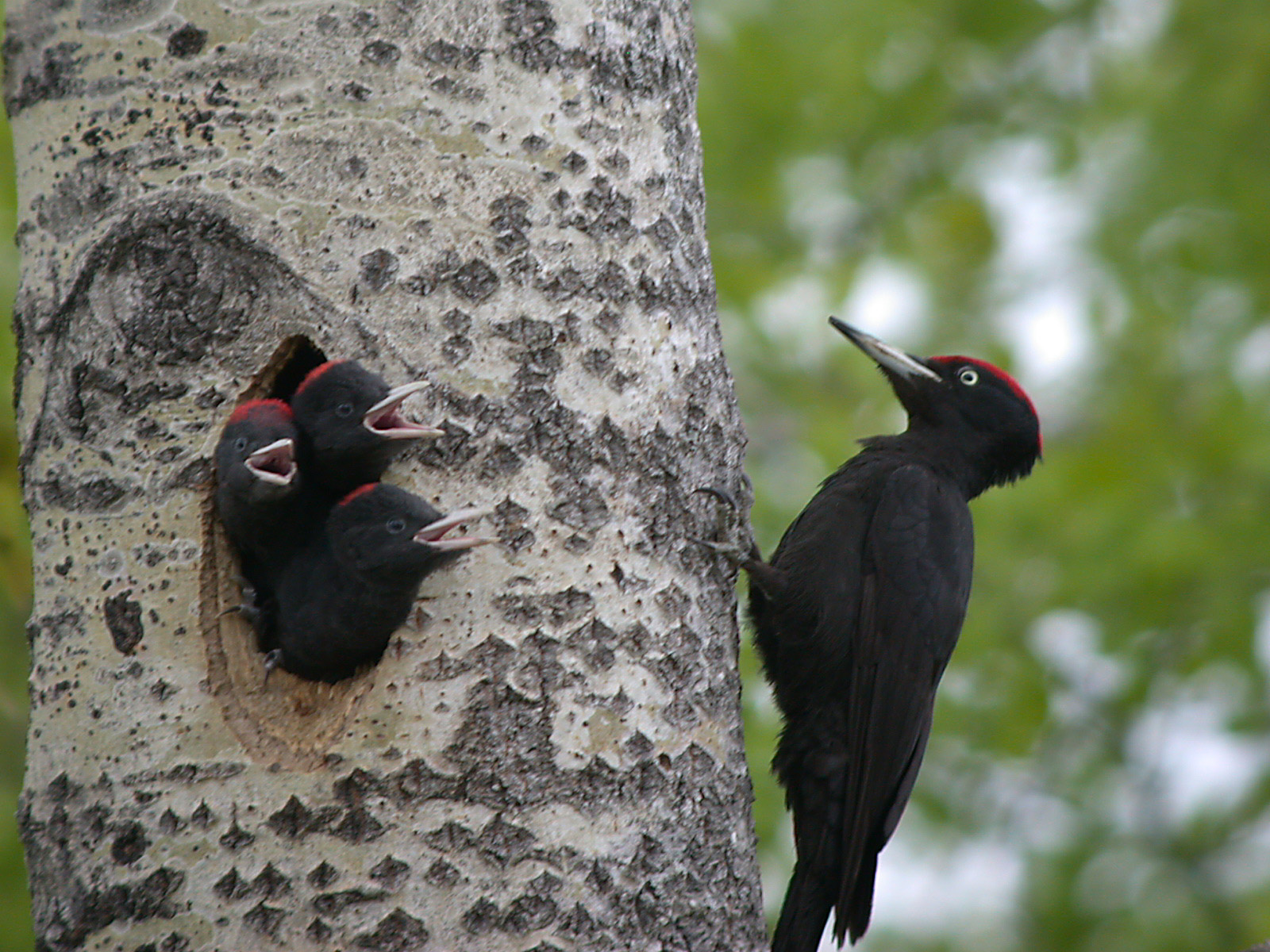
Schwarzspecht

Erhaltung und Entwicklung von lebensraumtypischen Laub- und Mischwäldern (vor allem Buchenwälder) mit hohen Alt- und Totholzanteilen (bis zu zehn Bäumen je Hektar), die Vermeidung der Zerschneidung der besiedelten Waldgebiete, die Erhaltung und Entwicklung von sonnigen Lichtungen, Waldrändern, lichten Waldstrukturen und Kleinstrukturen (Stubben, Totholz) als Nahrungsflächen, die Verbesserung des Nahrungsangebotes, die
Erhaltung von Höhlenbäumen sowie Förderung eines dauerhaften Angebotes geeigneter Brutbäume (vor allem >120-jährige Buchen) sowie die Vermeidung von Störungen an den Brutplätzen von März bis Juni

#### Schwarzstorch
Erhaltung und Entwicklung von großflächigen, störungsarmen, strukturreichen Laub- und Mischwäldern mit einem hohen Altholzanteil, die Vermeidung der Zerschneidung geeigneter Waldgebiete, die Erhaltung und Entwicklung von naturnahen Bächen, Feuchtwiesen, Feuchtgebieten, Sümpfen, Waldtümpeln als Nahrungsflächen (Entfichtung der Bachauen, Neuanlage von Feuchtgebieten, Offenhalten von Waldwiesen), die Verbesserung des Wasserhaushaltes zur Stabilisierung eines hohen Grundwasserstandes im Bereich von Nahrungsgewässern, die Vermeidung von Störungen an den Brutplätzen und Nahrungsflächen von März bis August, die Lenkung der Freizeitnutzung im großflächigen Umfeld der Brutvorkommens sowie Entschärfung bzw. Absicherung von gefährlichen Strommasten und Freileitungen

#### Uhu

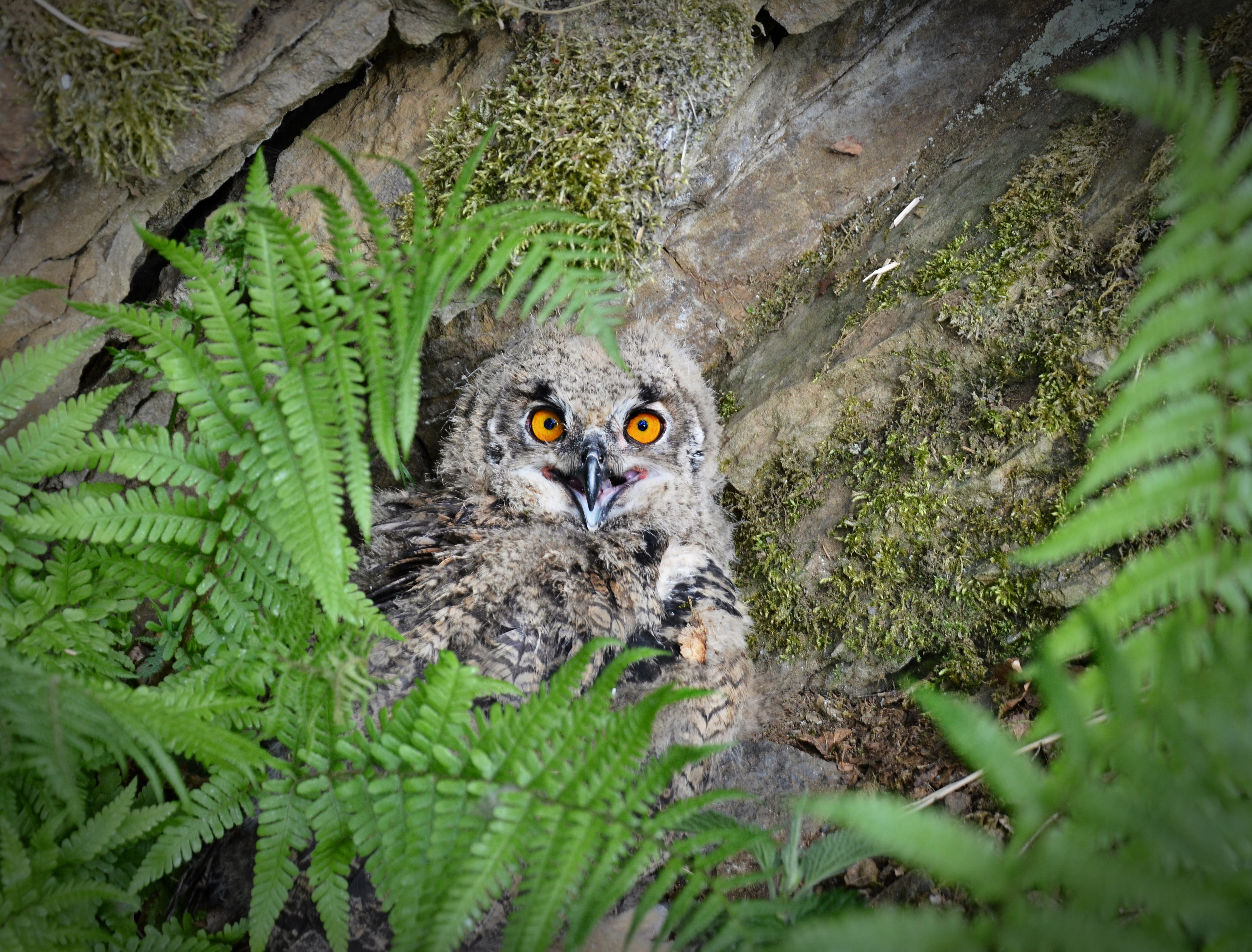
Uhuküken

Erhaltung von störungsfreien Felsen, Felsbändern und Felskuppen, der Verzicht auf Verfüllung und/oder Aufforstung von aufgelassenen Steinbrüchen, die Vermeidung der Zerschneidung der besiedelten Lebensräume durch zum Beispiel Straßenbau, das gegebenenfalls behutsame Freistellen von zuwachsenden Brutplätzen, die Vermeidung von Störungen an den Brutplätzen von Februar bis August (unter anderem Lenkung der Freizeitnutzung wie Klettersport, Motocross) sowie die Entschärfung bzw. Absicherung von gefährlichen Strommasten und Freileitungen

#### Wespenbussard
Erhaltung und Entwicklung von Laub- und Laubmischwäldern mit lichten Altholzbeständen in strukturreichen, halboffenen Kulturlandschaften, die Erhaltung und Entwicklung von Lichtungen und Grünlandbereichen, strukturreichen Waldrändern und Säumen als Nahrungsflächen mit einem reichhaltigen Angebot an Wespen, die Verbesserung der Nahrungsangebotes, die Erhaltung der Horstbäume mit einem störungsarmen Umfeld sowie die Vermeidung von Störungen an den Brutplätzen von Mai bis August

### Zugvögel und Wintergäste

#### Fischadler
Aktuell sind keine speziellen Maßnahmen erforderlich (Stand 2020)

#### Gänsesäger

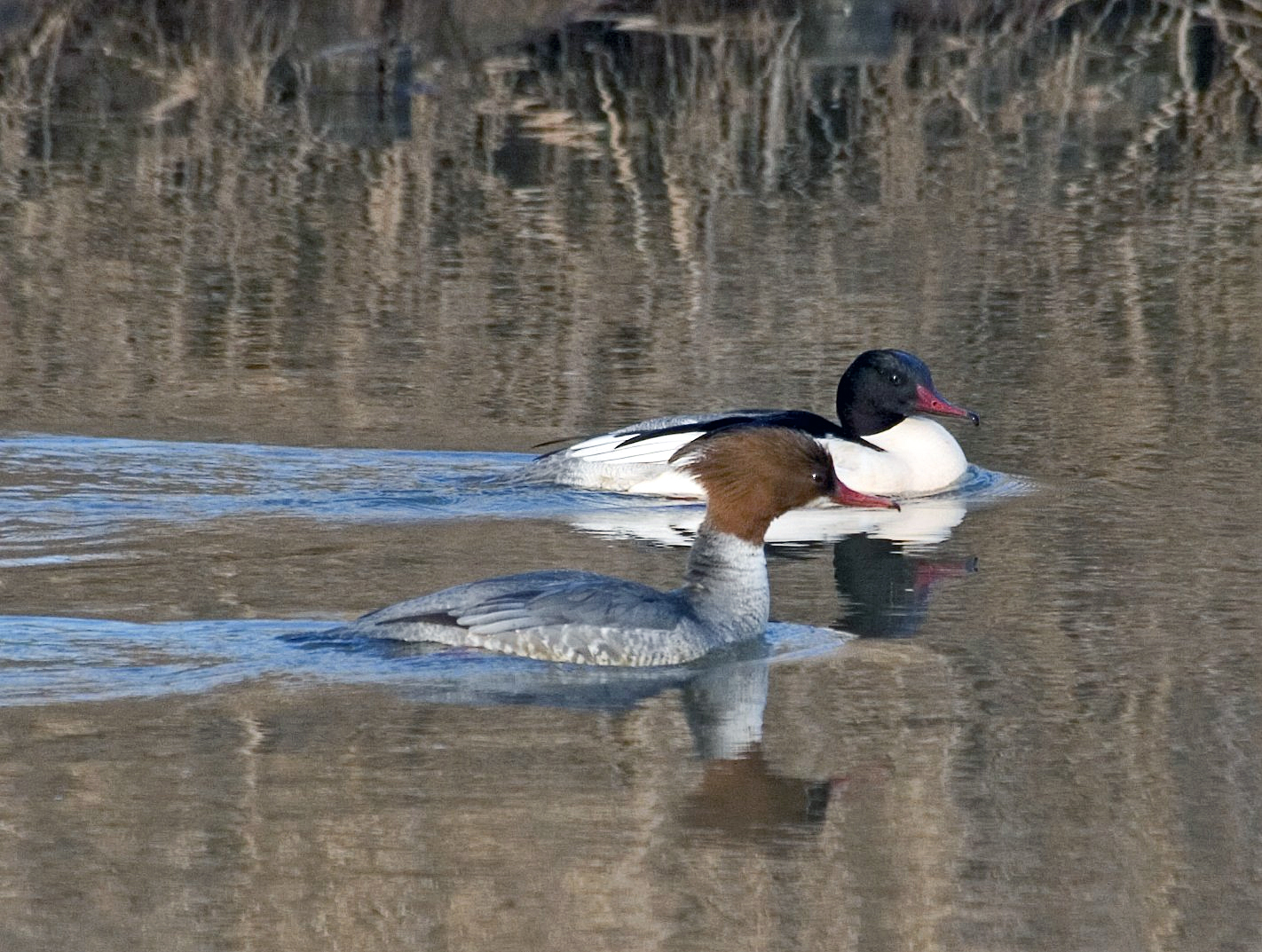
Gänsesäger

Erhaltung und Entwicklung von geeigneten Nahrungsgewässern sowie die Vermeidung von Störungen an Rast-, Nahrungs- und Schlafplätzen

#### Raubwürger
Erhaltung und Entwicklung von extensiv genutzten halboffenen Kulturlandschaften mit geeigneten Nahrungsflächen, die Verhinderung der Sukzession durch Entbuschung und Pflege, die Verbesserung der agrarischen Lebensräume durch Extensivierung der Flächennutzung (zum Beispiel reduzierte Düngung, keine Pflanzenschutzmittel, extensive Beweidung mit Schafen, Rindern) sowie die Vermeidung von Störungen an den Brutplätzen von April bis Juli

#### Waldwasserläufer
Erhaltung und Entwicklung von geeigneten Nahrungsflächen, die Erhaltung und Entwicklung von dynamischen Auenbereichen und großflächigen Feuchtgebieten mit einer naturnahen Überflutungsdynamik, die Verbesserung des Wasserhaushaltes zur Stabilisierung eines hohen Grundwasserstandes in Feuchtgebieten, die Anlage von Kleingewässern und Flachwassermulden sowie die Vermeidung von Störungen an Rast- und Nahrungsflächen

## Zusammenhang mit anderen Schutzgebieten

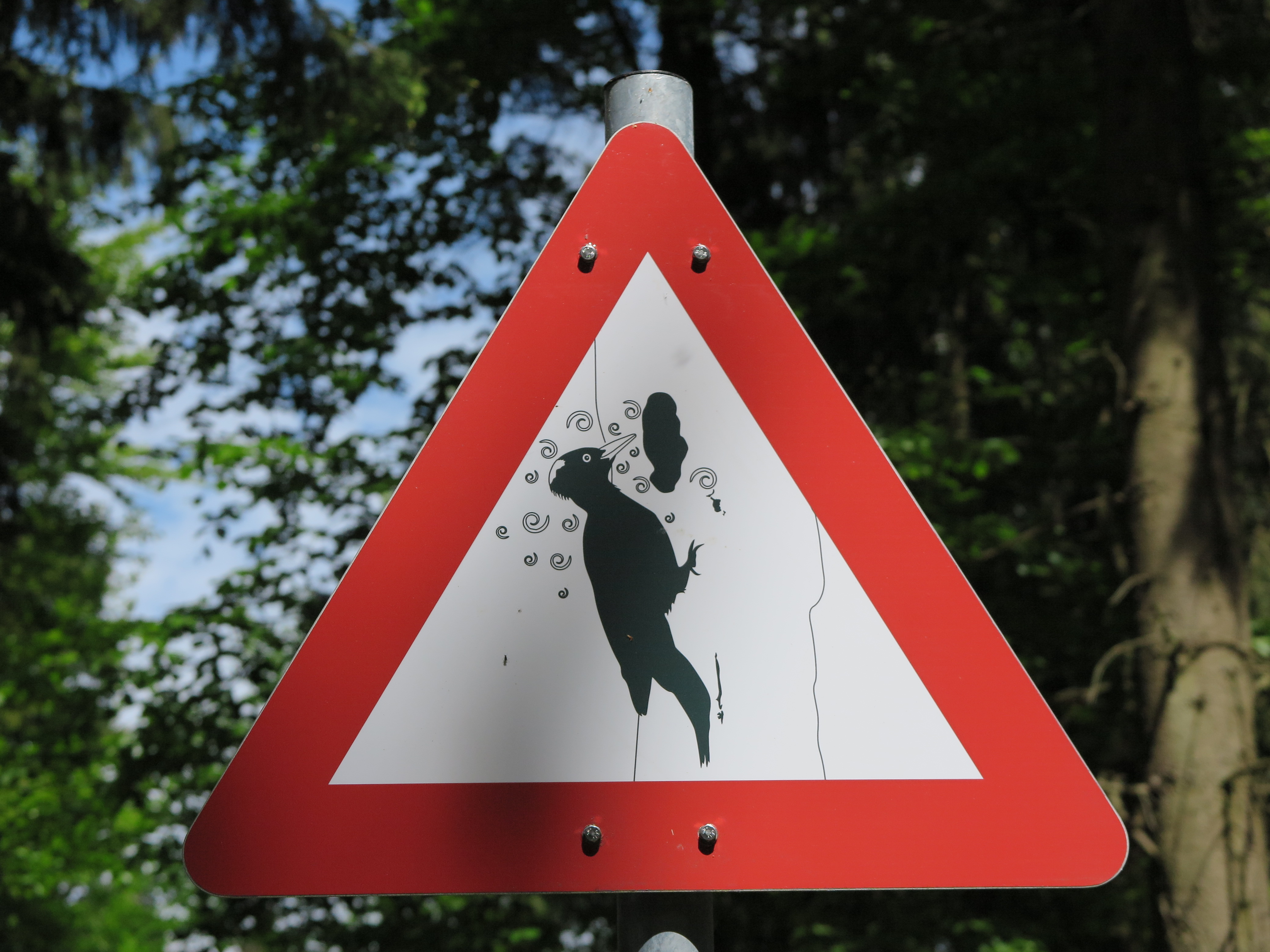
„Achtung:
Specht bei der Arbeit!“

Mit dem Vogelschutzgebiet „Kermeter-Hetzinger Wald“ sind folgende, zusammenhängende Schutzgebiete (Liste nicht vollständig) ausgewiesen:
- Nationalpark Eifel
- FFH-Gebiet „Kermeter“ (5404-301)
- Naturschutzgebiet „Kermeter“ (EU-041)
- Naturschutzgebiet „Meisberg nördlich Mauel“ (EU-042)